# Argomento (linguistica)
In sintassi, l'argomento è un sintagma che compare all'interno di una proposizione in una relazione con il verbo. Tipici argomenti sintattici sono il soggetto e l'oggetto diretto; tali argomenti vengono anche chiamati "argomenti centrali" o "argomenti cardine".
Gli argomenti possono essere obbligatori o facoltativi. Gli argomenti centrali sono obbligatori. Se un verbo ha un unico argomento (il soggetto), si dice verbo intransitivo; se ne ha due, è transitivo. Alcune lingue (come l'inglese) hanno verbi con tre argomenti (per esempio: to give o to ask); il terzo argomento viene definito "oggetto indiretto".
Gli argomenti collaterali (non centrali) sono anche chiamati "argomenti obliqui" o "complementi". Sono per esempio i sintagmi temporali ("questa mattina"), di luogo ("a casa"), di termine ("a lei"). Essi sono di solito marcati con delle adposizioni (che possono essere delle preposizioni, come in italiano o delle posposizioni come in giapponese).
Gli argomenti possono essere tolti, aggiunti, modificati e sostituiti in modi differenti usando per esempio la diatesi passiva, antipassiva o attiva, un morfema applicativo, un'incorporazione ecc.
Le lingue possono marcare gli argomenti di un verbo usando i casi (come in latino), la tipologia sintattica (come in italiano) o entrambi, nonostante alcune lingue facciano affidamento esclusivamente, o comunque in modo sostanziale, al contesto per evitare disambiguità (come il cinese, il giapponese o il coreano).

## Argomenti semantici
Gli argomenti sono di solito visti dal punto di vista sintattico. Tuttavia, i verbi possono avere argomenti semantici, che potrebbero non corrispondere a quelli sintattici.
Negli enunciati concreti vengono realizzati soltanto gli argomenti sintattici, ma gli argomenti semantici possono essere dedotti dal significato della proposizione.
Tipici argomenti semantici possono essere l'agente e il paziente. Molti verbi possono avere anche altri argomenti semantici.  Le lingue si distinguono anche osservando quali argomenti semantici devono apparire obbligatoriamente pure essendo argomenti sintattici collaterali.
Per esempio, il verbo italiano "mettere" richiede tre argomenti sintattici per formare frasi di senso compiuto, ovvero il soggetto, l'oggetto e un complemento di luogo: "Marco mise il libro nella scatola". Ha anche tre argomenti semantici: l'agente, il thema e lo scopo. Nel giapponese, invece, il verbo "oku" (mettere) ha gli stessi argomenti semantici dell'italiano, ma differenti argomenti sintattici, poiché non ne richiede tre, ma soltanto due: Kare ga hon o oita ("egli mise il libro"). L'equivalente frase italiana, sebbene grammaticalmente corretta, non avrebbe un senso compiuto senza l'indicazione di luogo.
Il verbo mangiare ha due argomenti semantici, l'agente (colui che mangia) e il paziente (ciò che viene mangiato), ma solo uno è richiesto a livello sintattico (il soggetto) e solo opzionalmente un secondo argomento sintattico (l'oggetto). È corretto dire quindi sia Il bambino mangia la mela ma anche semplicemente Il bambino mangia.
Molte lingue contemplano proposizioni impersonali, nelle quali il verbo può presentarsi senza nessun argomento centrale (per esempio l'italiano "piove" o lo spagnolo "llueve"). Altre, richiedono sempre almeno un argomento sintattico, anche se "obsoleto" come l'inglese "it rains" o il francese "Il pleut".
I cambiamenti di diatesi, come la diatesi passiva, possono cambiare la valenza di un argomento con un'altra, ma l'argomento semantico rimane com'era. Si confrontino le seguenti frasi:
- Il bambino mangia la torta
- La torta è mangiata dal bambino

In entrambi i casi, gli argomenti semantici sono il bambino (l'agente) e la torta (il paziente), ma la prima frase ha come argomenti il soggetto e l'oggetto, mentre la seconda frase ha come argomenti il soggetto e il complemento d'agente.